# Мейтхила
Мейтхила́ (бирм. မိတ္ထီလာမြို့, MLCTS = mik thi la mrui.) — город в центральной части Мьянмы, на территории административного округа Мандалай. Административный центр одноимённого района.

## История
В январе-марте 1945 года Мейтхила была ареной сражения в рамках бирманской кампании с ноября 1944 года по июль 1945 года Второй мировой войны, во время которой войска союзников под командованием генерала Уильяма Слима нанесли поражение японским войскам.
Вскоре после объявления независимости Бирмы от британцев в 1948 году, Мейтхила недолгое время был захвачен повстанческими каренскими войсками.
22 марта 2013 года в городе и трех близлежащих поселках было введено чрезвычайное положение после двухдневных антимусульманских погромов, в ходе которых были убиты 43 человека, а 12 тысяч были вынуждены бежать из города, подавляющее большинство из них были мусульманами, сожжены 1594 дома.

## Географическое положение
Город находится в центральной части провинции, на берегах одноимённого озера, на расстоянии приблизительно 120 километров к северо-северо-западу (NNW) от столицы страны Нейпьидо. Абсолютная высота — 231 метр над уровнем моря.

## Климат
| Показатель                    | Янв. | Фев. | Март | Апр. | Май | Июнь | Июль | Авг. | Сен. | Окт. | Нояб. | Дек. | Год |
| ----------------------------- | ---- | ---- | ---- | ---- | --- | ---- | ---- | ---- | ---- | ---- | ----- | ---- | --- |
| Абсолютный максимум, °C       | 32   | 36   | 42   | 42   | 42  | 40   | 38   | 38   | 37   | 35   | 35    | 32   | 42  |
| Средний суточный максимум, °C | 28   | 31   | 35   | 37   | 36  | 32   | 32   | 32   | 32   | 31   | 30    | 28   | 32  |
| Средняя температура, °C       | 21   | 23   | 27   | 30   | 30  | 28   | 27   | 27   | 27   | 26   | 24    | 21   | 26  |
| Средний суточный минимум, °C  | 14   | 16   | 20   | 23   | 25  | 24   | 23   | 23   | 23   | 22   | 19    | 15   | 21  |
| Абсолютный минимум, °C        | 10   | 10   | 13   | 13   | 21  | 20   | 17   | 21   | 22   | 17   | 15    | 11   | 10  |
| Норма осадков, мм             | ---  | ---  | ---  | 10   | 100 | 130  | 90   | 60   | 150  | 60   | ---   | ---  | 630 |
| Источник: Weatherbase         |      |      |      |      |     |      |      |      |      |      |       |      |     |

## Население
По данным официальной переписи 1983 года, население составляло 96 496 человек.
Динамика численности населения города по годам:
| 1983   | 1993    | 2013    |
| ------ | ------- | ------- |
| 96 496 | 129 674 | 252 615 |

## Транспорт
В Мейтхиле расположена авиабаза ВВС Мьянмы. Ближайший гражданский аэропорт расположен в городе Мандалай.